# La Bataille
La Bataille ist eine Commune déléguée in der französischen Gemeinde Chef-Boutonne mit 72 Einwohnern (Stand: 1. Januar 2022) im Département Deux-Sèvres in der Region Nouvelle-Aquitaine (vor 2016 Poitou-Charentes).
Die Gemeinde La Bataille wurde am 1. Januar 2019 mit Chef-Boutonne, Crézières und Tillou zur Commune nouvelle Chef-Boutonne zusammengeschlossen. Sie hat seither den Status einer Commune déléguée. Die Gemeinde La Bataille gehörte zum Arrondissement Niort und zum Kanton Melle.

## Geographie
La Bataille liegt etwa 48 Kilometer südöstlich von Niort. Umgeben wurde die Gemeinde La Bataille von den Nachbargemeinden Chef-Boutonne im Norden und Nordosten, Loubigné im Osten, Aubigné im Süden, Crézières im Südwesten und Westen sowie Fontenille-Saint-Martin-d’Entraigues im Westen und Nordwesten.

## Bevölkerungsentwicklung
| Jahr                       | 1962 | 1968 | 1975 | 1982 | 1990 | 1999 | 2006 | 2013 |
| Einwohner                  | 109  | 116  | 106  | 86   | 93   | 96   | 81   | 79   |
| Quellen: Cassini und INSEE |      |      |      |      |      |      |      |      |

## Sehenswürdigkeiten

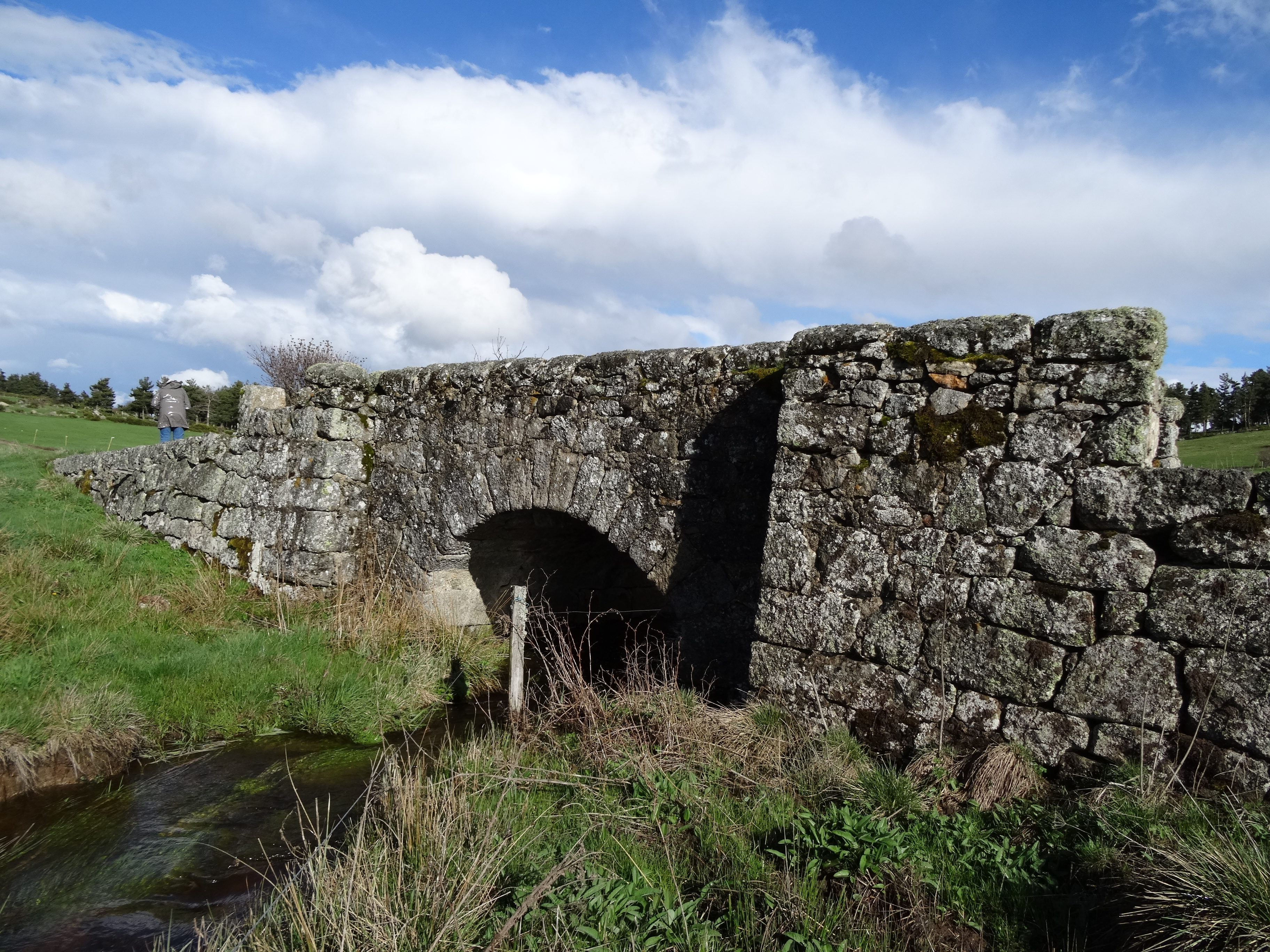
Alte Brücke in La Bataille über den gleichnamigen Bach

- Kirche Saint-Gilles